# Cormac mac Cuilennáin
Cormac mac Cuilennáin (mort le 13 septembre 908) était un évêque irlandais, qui fut aussi roi de Munster de 902 jusqu'à sa mort. Il fut tué au combat au Leinster, probablement en tentant de rétablir l'autorité des rois de Munster sur cette province.
Cormac fut considéré comme un saint après sa mort, et on prétendait que sa tombe à Castledermot, dans le comté de Kildare, était le siège de miracles. Il passait pour être un grand érudit, étant reconnu, entre autres ouvrages, comme l'auteur de Sanas Cormaic (Le Glossaire de Cormac), et du Psalter of Cashel (Psautier de Cashel), aujourd'hui perdu. Mais certaines traditions concernant Cormac sont sujettes à caution.

## Ses origines

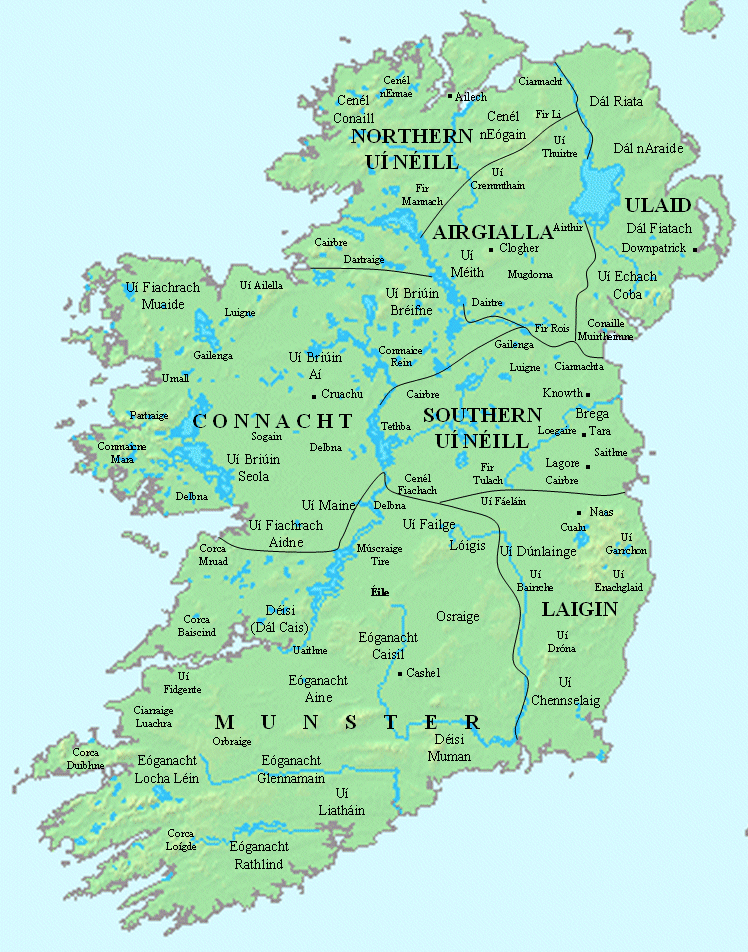
Royaumes et peuples d'Irlande

À l'époque de Cormac, le royaume d'Osraige, qui formait jadis la partie est du royaume des Eóganachta, avait été retiré du Munster et rattaché au Leinster. À la mort de Cormac, il allait de nouveau être uni au Munster.
L'Irlande du temps de Cormac était divisée en une multitude de petits royaumes ou túatha, peut-être 150 en tout, couvrant en moyenne environ 500 km2, et comptant de l'ordre de 3 000 habitants. En théorie, mais pas en pratique, chaque túath avait son propre roi, son propre évêque et son propre tribunal. Mais leurs différences de taille et de puissance étaient considérables. Des túatha se regroupaient, dominés par l'un d'entre eux, et le roi de celui-ci était le souverain de tous. Au-dessus de ces souverains existaient quatre grandes royautés provinciales, dont les noms ont survécu dans la dénomination des Provinces d'Irlande d'aujourd'hui : le Connacht, le Leinster, l'Ulster et le Munster, la province de Cormac. À cela, il faut ajouter les rois des Uí Néill du nord et du sud. De ces derniers étaient issus les hauts-rois d'Irlande, dont l'autorité politique devenait de plus en plus évidente dans l'Irlande du VIIIe et IXe siècles. À l'époque de Cormac, la royauté suprême était tenue par Flann Sinna du Clan Cholmáin, branche des O'Neill du sud. En plus de ces rois autochtones, l'Irlande avait vu s'établir le long de ses côtes des rois scandinaves et norvégiens-Gaëls, pendant l'Âge des Vikings. La destruction des colonies vikings sur les côtes nord par le prédécesseur de Flann, Áed Findliath, suivie par de nombreuses dissensions internes, avait affaibli les Vikings, qui furent expulsés de Dublin par les alliés de Flann l'année où Cormac devint roi de Munster.
Cormac appartenait à une branche mineure des Eóganachta, qui dominaient le Munster aux VIIIe et IXe siècles. Selon les généalogies, il était membre des Eóganacht Chaisil, la branche de Cashel de la famille. Ce groupe était important, mais Cormac venait d'une branche secondaire. Il était considéré comme un descendant de 11e génération de Óengus mac Nad Froích, et aucun de ses ancêtres depuis Óengus n'avait fait partie des rois de Cashel. Pour cette raison, on pense que vraisemblablement Cormac, comme tous les rois de Munster du IXe siècle, qui furent aussi évêques et abbés, fut un candidat de compromis.
Les Annales des quatre maîtres, une compilation du XVIIe siècle d'annales plus anciennes, qui manquent parfois de fiabilité, disent que Cormac reçut son enseignement de Snerdgus du Dísert Díarmata (maintenant Castledermot). Des récits ultérieurs affirment que Cormac fut marié ou fiancé à Gormlaith, une fille de Flann Sinna, le haut-roi d'Irlande, mais il fit cependant vœu de célibat. Russel suggère que ce sont des inventions tardives, et Francis Byrne y voit un écho d'anciennes légendes de la déesse de la souveraineté. Bien qu'il n'y ait aucun doute que Cormac fût évêque avant et pendant sa royauté, il y a des incertitudes concernant son siège épiscopal. Certains auteurs ont suggéré qu'il devait être lié à Emly plutôt qu'à Cashel.

## Roi et évêque
Cormac fut choisi comme roi de Munster après la mort de Finguine Cenn nGécan, dont les Annales d'Ulster disent "qu'il fut tué sournoisement par ses alliés", et les Annales d'Innisfallen qu'il fut tué par les Cenél Conaill Chaisil, une branche des Eóganachta de Cashel. Les Annales d'Innisfallen notent le début du règne de Cormac, en le qualifiant de "noble et chaste évêque ».
Cormac peut avoir tenté de restaurer l'autorité des rois de Munster sur le Leinster voisin, et peut-être d'avoir aspiré à devenir le roi de toute l'Irlande. Les archives qui nous restent, en majorité écrites selon le point de vue du nord et des O'Neill, présentent un tableau trompeur, sous-estimant grandement la puissance et les prétentions des Eóganachta. Ainsi, en 907, seules les Annales d'Innisfallen, partisanes du sud, rapportent les campagnes menées par Cormac dans le Connacht et le Mide, où Flann fut battu, et évoquèrent une flotte, sous les ordres de Cormac, qui opéra sur le Shannon, et qui s'empara de Clonmacnoise.

## Cath Belach Mugna
En 908, Cormac et Flaithbertach mac Inmainén, conseiller en chef de Cormac et abbé de Scattery Island, rassemblèrent une armée pour faire campagne contre leurs voisins de l'est, le Leinster, dont le roi, Cerball mac Muirecáin était le gendre de Flann Sinna et son allié sûr. Les Annales fragmentaires d'Irlande, une source compilée au XIe siècle pour Donnchad mac Gilla Pátraic, roi d'Osraige, et roi de Leinster, contiennent un long compte rendu de ces événements, écrits peut-être par des témoins directs.
Pendant le rassemblement de l'armée du Munster, alors qu'il se déplaçait à cheval dans le camp, Flaithbertach mac Inmainén tomba de sa monture lorsque celle-ci trébucha. Ceci fut pris comme un signe de mauvais augure. Beaucoup des hommes du Munster ne voulaient plus combattre, et cela vint aux oreilles de Cerball mac Muirecáin, qui proposa un règlement négocié. Les hommes du Leinster paieraient un tribut, donneraient des otages, mais ces otages seraient remis à Móenachem abbé de Dísert Díarmata, plutôt qu'aux gens du Munster. Cormac était prêt à accepter cet arrangement, mais Flaithbertach —Byrne note que des traditions ultérieures firent de Flaithbertach le mauvais génie de Cormac— n'était pas d'accord, et persuada Cormac de se battre, malgré la conviction du roi qu'il serait tué.
Cet épisode et les nouvelles que Flann et les Uí Néill étaient venus au secours de Cerball, provoquèrent des désertions dans l'armée de Cormac, mais celui-ci marcha malgré tout sur le Leinster, rencontrant Cerball et Flann à Bellach Mugna (Bellaghmoon, dans le sud du comté actuel de Kildare). Les Annales fragmentaires disent que « les hommes du Munster vinrent au combat faibles et désorganisés », et qu'ils rompirent rapidement et s'enfuirent. Beaucoup furent tués, dont Cormac qui se brisa le cou en tombant de cheval. Flaithbertach fut capturé.

Cormac fut décapité et sa tête fut apportée à Flann Sinna. Les Annales fragmentaires rapportent :
« C'est vraiment mal" leur dit Flann, et ce ne sont pas des louanges qu'il leur fit. "C'est une mauvaise action, dit-il, d'avoir coupé la tête de ce saint évêque; je l'honorerai, et je ne l'écraserai pas".Flann prit la tête dans ses mains et l'embrassa. Puis il fit tourner trois fois autour de lui la tête consacrée de ce véritable martyr. »
À la suite de la mort de Cormac, le Munster resta apparemment sans roi pendant quelques années, jusqu'à ce que Flaithbertach mac Inmainén fût choisi, apparemment un autre candidat de compromis.

## Saint et érudit

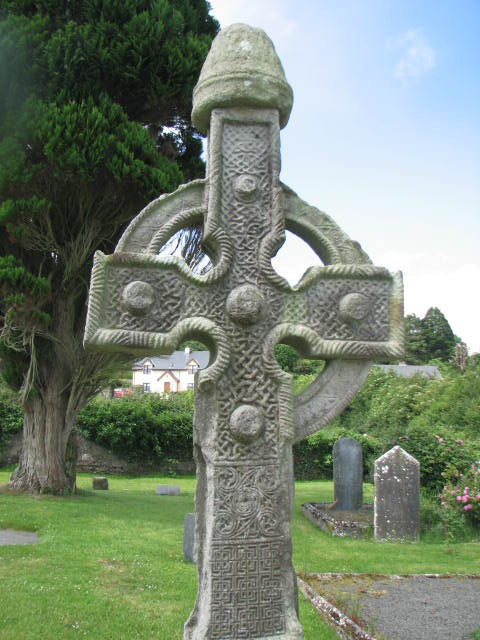
Un panneau sur la base de cette Haute croix —la croix nord d'Ahenny, dans le comté de Kildare— montre une procession funèbre, qui peut-être celle de Cormac.

Le fait que Cormac fût considéré comme un saint au XIe siècle est attesté par des sources de cette époque. Les Annales fragmentaires d'Irlande déclarent que Cormac fut enterré à Dísert Díarmata, où il était honoré, et ajoutent que « le corps de Cormac […] produit des augures et des miracles ».
Les Annales fragmentaires s'enflamment également pour la piété et les connaissances de Cormac : « Un érudit en irlandais et en latin, un évêque totalement pieux et pur, un miracle de chasteté et de prières, judicieux dans le gouvernement, sagesse, connaissances et science en toutes choses, savant et poète, patron de la charité et de toute vertu, un homme habile à enseigner, haut roi des deux provinces de tout le Munster de son temps ».
Une variété d'ouvrages a été associée à Cormac. Le Sanas Cormaic, un glossaire de mots difficiles en irlandais à la manière d'Isidore de Séville, porte son nom. Si l'essentiel des documents date bien de l'époque de Cormac et qu'il peut avoir certains liens avec lui, il est loin d'être sûr qu'il en fut le rédacteur, même de la liste originale. Le Psautier de Cashel, aujourd'hui perdu, est attribué aussi avec Cormac, tout comme le Lebor na Cert, le Livre des droits. Les ouvrages qui subsistent encore aujourd'hui datent sans doute du temps de Muircheartach Ua Briain.

## Sources
- (en) Cet article est partiellement ou en totalité issu de l’article de Wikipédia en anglais intitulé « Cormac mac Cuilennáin » (voir la liste des auteurs), édition du 3 mai 2008.

## Liens
- Notices dans des dictionnaires ou encyclopédies généralistes :   - Britannica
  - Dictionary of Irish Biography
  - Oxford Dictionary of National Biography
- Notices d'autorité :   - VIAF
  - ISNI
  - BnF (données)
  - IdRef
  - NUKAT